# 하산비 타오프
하산비 우루스비예비치 타오프(러시아어: Хасанби́ Урусби́евич Тао́в, 1977년 11월 5일~)는 러시아의 유도 선수, 지도자이다. 2004년 하계 올림픽 남자 미들급에서 동메달을 획득했다.